# 한광성
한광성 (韓光成，1998년 9월 11일 ~ )는 조선민주주의인민공화국의 축구 선수이며, 포지션은 공격수이다. 현재 국가대표는 조선민주주의인민공화국 축구 국가대표팀 선수이다.

## 클럽 경력
2017년 4월 2일 US 치타 디 팔레르모와의 경기에 교체 선수로 첫 출장하였다. 이어 4월 9일 토리노 FC와의 경기에 교체선수로 출장하여, 데뷔 첫 골이자 조선민주주의인민공화국 선수 출신 첫 골 기록하였다. 4월 14일 칼리아리 칼초와 2022년까지 정식 계약 하였다.
2017년 8월 세리에 B의 AC 페루자 칼초로 임대되었다. 2017년 8월 27일 비르투스 엔텔라와의 세리에 B 개막전에서 해트트릭을 기록해 팀의 5-1 승리를 이끌었다.
2018년 2월 원소속팀인 칼리아리 칼초로 복귀하였다. 이후 반 시즌 후인 2018년 8월, 세리에 B의 AC 페루자 칼초로 재임대되었다
2019년 9월 아시아선수 최초로 세리에 A의 유벤투스 FC로 2년 임대와 의무 이적 옵션을 포함한 계약으로 이적했다. 유벤투스의 공식 발표에 따르면 U-23 팀에 뛸 예정이다.
2020년 1월 유벤투스를 떠나 카타르의 알두하일 SC로 이적했다. 그러나 대북제재로 인해 알두하일 SC에서도 방출당했다. 이후 조선민주주의인민공화국으로 비행기 편으로 귀국했다. 귀국한 이후의 소식은 알려지지 않았다가 2026년 FIFA 월드컵 아시아 지역 2차 예선에서 다시 모습을 드러냈다.

## 국가대표팀 경력
2014년 AFC U-16 챔피언십 참가를 위한 대한민국 조선대표 U-17 축구 국가대표팀에 차출되었다. 조별리그 3경기에서 3골을 넣으며 팀의 8강 진출을 이끌었으며, 대회 결승전에서 1득점을 올리며 이승우를 앞세운 대한민국 U-17 축구 국가대표팀을 물리치고 팀의 우승을 이끌었다.
2022년 FIFA 월드컵 아시아 지역 2차 예선에서 조선민주주의인민공화국 축구 국가대표팀이 기권해서 소식이 끊겼다가 2026년 FIFA 월드컵 아시아 지역 2차 예선에서 다시 모습을 드러냈다.

## 기타
- 해외 리그에서 뛰던 시절 연봉 중에서 1개월 당 200만원인 최소한의 생활비를 제외한 모든 연봉을 조선민주주의인민공화국 정부에서 세금으로 갈취해서 논란이 되었다.[7]
- 돈에 눈이 먼 조선민주주의인민공화국 정부에서 한광성의 에이전트에 적극 관여하여 선수로서 크게 성공할 수 있는 클럽 중 하나인 유벤투스 FC에서 선수 생명을 죽여가면서까지 당장의 연봉을 더 많이 받을 수 있는 알두하일 SC로 강제로 이적시켰다. 이 사례는 특정 국가의 정부가 자국 선수의 이적에 적극 관여한 몇 안 되는 사례이다.